# 上明郡
上明郡，中国南北朝时设置的郡。
南梁中大通四年（532年）设置上明郡，属北郢州。治所在平林县（今湖北省随州市东北八十里）。大宝元年（550年）被西魏占领，改属应州。北周下辖平林县、洛平县。隋文帝开皇三年（583年）废上明郡，平林县、洛平县属应州。